# Goethestraße 26 (Magdeburg)

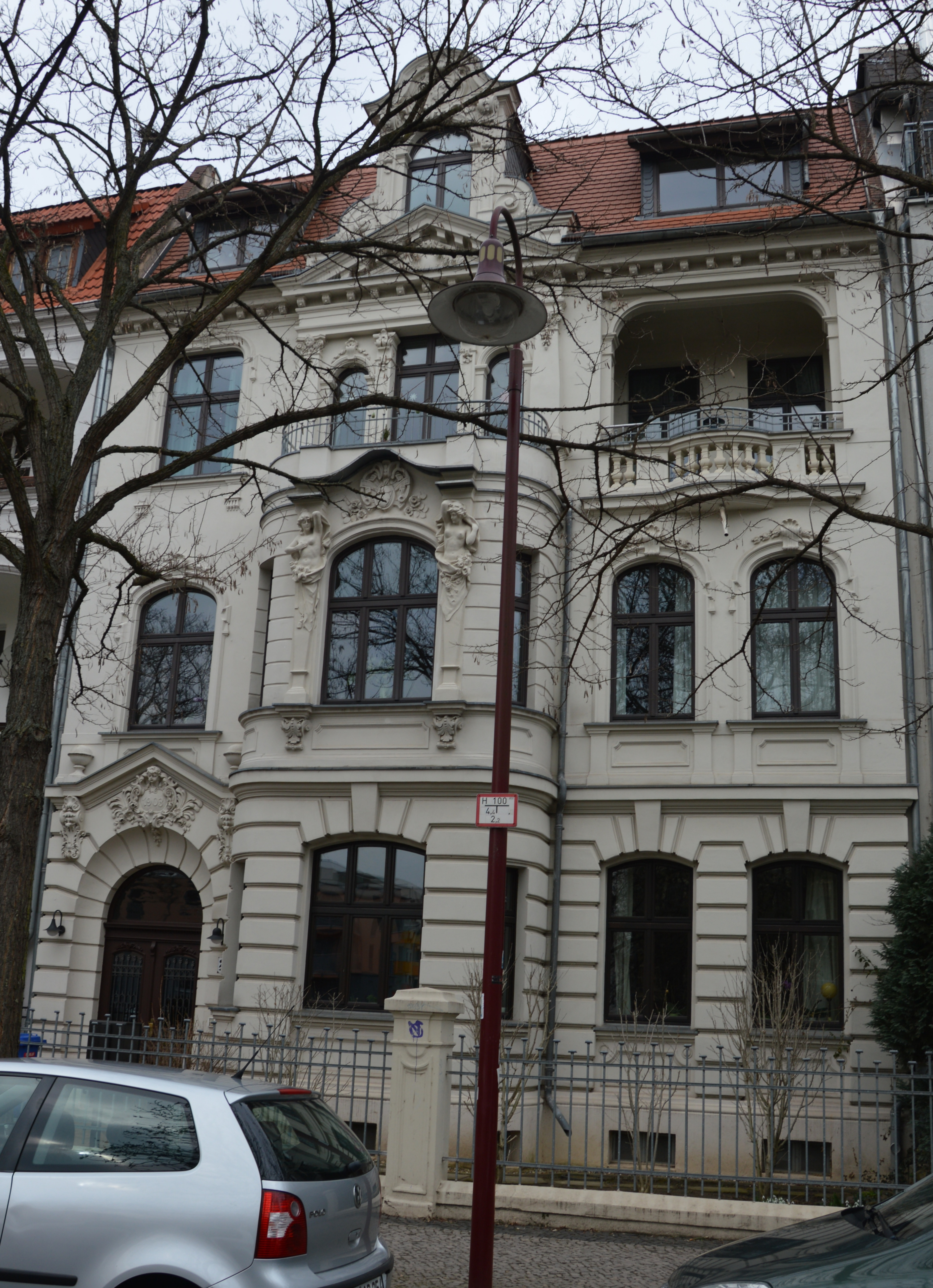
Goethestraße 26

Das Gebäude Goethestraße 26 ist ein denkmalgeschütztes Wohnhaus in Magdeburg in Sachsen-Anhalt.

## Lage
Es befindet sich auf der Nordseite der Goethestraße im Magdeburger Stadtteil Stadtfeld Ost. Westlich grenzt das gleichfalls denkmalgeschützte Haus Goethestraße 27 an. Das Gebäude gehört als Einzeldenkmal zum Denkmalbereich Goethestraße 22–28.

## Architektur und Geschichte
Das dreigeschossige verputzte Gebäude wurde im Jahr 1903 in neobarockem Stil errichtet. Die Fassade ist durch einen zweigeschossigen Altan mit abgerundeten Ecken dominiert. Oberhalb des Altans befindet sich ein Balkon, der von einem Dreiecksgiebel überspannt wird. Darüber befindet sich im Dachbereich eine geschweifte mit Voluten und vegetabilen Verzierungen versehene Dachhaube.
Die Erdgeschossfassade ist rustiziert. An der westlichen Gebäudekante befindet sich das ebenfalls mit einem Dreiecksgiebel versehene Eingangsportal. Im Giebel ist eine Kartusche und als Inschrift die Jahreszahl 1903 angeordnet. Als neobarocker Fassadenschmuck kommen neben figürlichen Elementen Blattwerke und Zahnschnittfriese zum Einsatz.
Dem Haus vorgelagert ist ein umfriedeter Vorgarten.
Im örtlichen Denkmalverzeichnis ist das Wohnhaus unter der Erfassungsnummer 094 81756 als Baudenkmal verzeichnet.
Das Gebäude gilt als Teil der gründerzeitlichen Bebauung an der Goetheanlage als städtebaulich bedeutsam.